# A Gombik!
A Gombik! (eredeti cím: The Fungies!) 2020 és 2021 között vetített amerikai 2D-s számítógépes animációs fantasy sorozat, amelyet Stephen Neary alkotott.
Amerikában 2020. augusztus 20-án az HBO Max, míg Magyarországon a Cartoon Network mutatta be 2020. november 16-án.

## Cselekmény
Gombifalván  gombaszerü lények élnek. A sorozat Seth, a város egyik fiatal gombalakójának kalandjait követi nyomon, aki szereti a kalandokat.

## Szereplők
| Szereplők    | Eredeti hang      | Magyar hang                                                                        |
| ------------ | ----------------- | ---------------------------------------------------------------------------------- |
| Seth         | Harry Teitelman   | Bergendi Áron                                                                      |
| Pascal       | Stephen Neary     | Bercsényi Péter (1x01-1x20-ig) Juhász Zoltán (1x21-től)                            |
| Ikrek        | Tama Brutsche     | Pálmai Szabolcs (1.évad)                                                           |
| Dr. Nancy    | Jennifer Coolidge | Garami Mónika                                                                      |
| Pam          | Terry Gross       | Andrádi Zsanett                                                                    |
| Polgármester | Sam Richardson    | Hám Bertalan (1x01-2.évad, 3.évad 2.fele) Szrna Krisztián (2. évad-3.évad 1. fele) |
| Főtörzs      | N/A               | Sörös Miklós                                                                       |

### Magyar változat
A szinkront az SDI Media Hungary készítette.
- Felolvasó: Schmidt Andrea
- Főcímdal: Szabó Máté
- Magyar szöveg: Tóth Gábor
- Hangmérnök: Schuták László
- Vágó: Wünsch Attila
- Gyártásvezető: Bogdán Anikó
- Szinkronrendező: Berzsenyi Márta
- Produkciós vezető: Marjay Szabina

## Évados áttekintés
| Évad | Évad | Epizód | Eredeti sugárzás    | Eredeti sugárzás   | Eredeti adó       | Magyar sugárzás    | Magyar sugárzás   | Magyar adó |
| Évad | Évad | Epizód | Évadpremier         | Évadfinálé         | Eredeti adó       | Évadpremier        | Évadfinálé        | Magyar adó |
| ---- | ---- | ------ | ------------------- | ------------------ | ----------------- | ------------------ | ----------------- | ---------- |
|      | 1    | 40     | 2020. augusztus 17. | 2020. október 8.   |                   | 2020. november 16. | 2021. február 19. |            |
|      | 2    | 20     | 2021. június 3.     | 2021. június 3.    | 2021. október 25. | 2022. március 25.  |                   |            |
|      | 3    | 20     | 2021. december 16.  | 2021. december 16. | 2022. március 28. |                    |                   |            |

### 1. évad (2020)
| #   | #   | Eredeti cím                                                   | Magyar cím                   | Író                                                                            | Eredeti premier     | Magyar premier              |
| --- | --- | ------------------------------------------------------------- | ---------------------------- | ------------------------------------------------------------------------------ | ------------------- | --------------------------- |
| 1.  | 1.  | Let It Snowball                                               | Legyen hó!                   | Derek Evanick, Diana Lafaytis, Kevin Bailey, Hannah Ayoubi és Stephen P. Neary | 2020. augusztus 20. | 2020. november 16.          |
| 2.  | 2.  | Sick Day                                                      | A betegség                   | Jaydeep Hasrajani és Kyle Neswald                                              | 2020. augusztus 20. | 2022. március 17. (HBO Max) |
| 3.  | 3.  | Truffalo                                                      | A Gombivalyok                | Stephen P. Neary                                                               | 2020. augusztus 20. | 2020. november 16.          |
| 4.  | 4.  | Green Eggs and Pam                                            | Pam és a tojás               | Jon Feria és Mark Galez                                                        | 2020. augusztus 20. | 2020. november 17.          |
| 5.  | 5.  | A Man and His Mustache                                        | Bajusz teszi a férfit        | Tom Law és Sonja von Marensdorff                                               | 2020. augusztus 20. | 2020. november 17.          |
| 6.  | 6.  | Take Your Seth to Work Day                                    | Vidd a gyerekedet a munkába! | Hannah Ayoubi és Kevin Bailey                                                  | 2020. augusztus 20. | 2020. november 18.          |
| 7.  | 7.  | Voyage of the Rushroom                                        | A Gombusz útja               | Jon Feria és Mark Galez                                                        | 2020. augusztus 20. | 2020. november 18.          |
| 8.  | 8.  | The Twins Bug Seth                                            | Az iker bajjal jár           | Jaydeep Hasrajani és Kyle Neswald                                              | 2020. augusztus 20. | 2020. november 19.          |
| 9.  | 9.  | Ghosts Schmosts                                               | A bánya szelleme             | Tom Law és Sonja von Marensdorff                                               | 2020. augusztus 20. | 2020. november 20.          |
| 10. | 10. | Hide and Pam/Chair Factory/Turtle/Rainy Day/Best Friends Club |                              | Stephen P. Neary                                                               | 2020. augusztus 20. |                             |
| 11. | 11. | Sir Tree's Body                                               | Főtörzs testet ölt           | Hannah Ayoubi és Kevin Bailey                                                  | 2020. augusztus 20. | 2020. november 20.          |
| 12. | 12. | Commander Beefy                                               | Fasírt parancsnok            | Jon Feria és Mark Galez                                                        | 2020. augusztus 20. | 2020. november 23.          |
| 13. | 13. | The Fanciest Fungie                                           | A legügyesebb gombi          | Jaydeep Hasrajani, Kyle Neswald és Stephen P. Neary                            | 2020. augusztus 20. | 2020. november 19.          |
| 14. | 14. | Snake It to the Limit                                         | Csapat szisztéma             | Jaydeep Hasrajani és Kyle Neswald                                              | 2020. augusztus 20. | 2020. november 23.          |
| 15. | 15. | Nevin's Cocoon                                                | Nevin gubója                 | Tom Law és Sonja von Marensdorff                                               | 2020. augusztus 20. | 2020. november 24.          |
| 16. | 16. | Cool Kids                                                     | Menő arcok                   | Hannah Ayoubi és Kevin Bailey                                                  | 2020. augusztus 20. | 2020. november 24.          |
| 17. | 17. | Mermove Out                                                   | Menj a víz alá!              | Jon Feria és Mark Galez                                                        | 2020. augusztus 20. | 2020. november 25.          |
| 18. | 18. | Happy Birthday Nancy                                          | Boldog szülinapot, Mama!     | Jaydeep Hasrajani és Kyle Neswald                                              | 2020. augusztus 20. | 2020. november 25.          |
| 19. | 19. | New Pam in Town                                               | Új dínó a városban           | Tom Law és Sonja von Marensdorff                                               | 2020. augusztus 20. | 2020. november 26.          |
| 20. | 20. | Class Garden                                                  | Klassz kis kert              | Hannah Ayoubi és Kevin Bailey                                                  | 2020. augusztus 20. | 2020. november 26.          |
| 21. | 21. | Free Squidly                                                  | Szabad polipot!              | Mark Galez és Jon Feria                                                        | 2020. október 8.    | 2021. február 8.            |
| 22. | 22. | Fungie Scouts                                                 | Gombi klub                   | Kyle Neswald és Marceline Tanguay                                              | 2020. október 8.    | 2021. február 8.            |
| 23. | 23. | The Granny Trap                                               | Nagyi-csapda                 | Tom Law és Sonja von Marensdorff                                               | 2020. október 8.    | 2021. február 9.            |
| 24. | 24. | Nancy's Fireman Calendar                                      | Nancy tűzoltós naptára       | Hannah Ayoubi és Kevin Bailey                                                  | 2020. október 8.    | 2021. február 9.            |
| 25. | 25. | The Well Monster                                              | A kút szörnye                | Jon Feria és Mark Galez                                                        | 2020. október 8.    | 2021. február 10.           |
| 26. | 26. | Queen Seth                                                    | Seth királynő                | Kyle Neswald és Marceline Tanguay                                              | 2020. október 8.    | 2021. február 10.           |
| 27. | 27. | Sir Tree's Boy                                                | Főtörzs fia                  | Tom Law és Sonja von Marensdorff                                               | 2020. október 8.    | 2021. február 11.           |
| 28. | 28. | Mr. Pascal's Opus                                             | Mr. Pascal darabja           | Hannah Ayoubi és Kevin Bailey                                                  | 2020. október 8.    | 2021. február 11.           |
| 29. | 29. | Lil' Lemon for President                                      | Kicsi Citromot elnöknek!     | Jon Feria és Mark Galez                                                        | 2020. október 8.    | 2021. február 12.           |
| 30. | 30. | Long Legs                                                     | Lábmánia                     | Tom Law és Sonja von Marensdorff                                               | 2020. október 8.    | 2021. február 15.           |
| 31. | 31. | Sir Tree House                                                | Főtörzs háza                 | Tom Law és Sonja von Marensdorff                                               | 2020. október 8.    | 2021. február 17.           |
| 32. | 32. | Low Clawly Caper                                              | Lord Karom érméi             | Hannah Ayoubi és Kevin Bailey                                                  | 2020. október 8.    | 2021. február 15.           |
| 33. | 33. | What About Cool James?                                        | Menő James trükkjei          | Jon Feria és Mark Galez                                                        | 2020. október 8.    | 2021. február 16.           |
| 34. | 34. | Dino Club                                                     | Dinó klub                    | Kyle Neswald és Ben Lucas                                                      | 2020. október 8.    | 2021. február 12.           |
| 35. | 35. | Commander Lazer                                               | Lézer parancsnok             | Kyle Neswald és Ben Lucas                                                      | 2020. október 8.    | 2021. február 16.           |
| 36. | 36. | Fungopolis                                                    | Gombipolisz                  | Mark Galez és Jon Feria                                                        | 2020. október 8.    | 2021. február 18.           |
| 37. | 37. | Pam Runs Forever                                              | Pam örök futása              | Hannah Ayoubi és Kevin Bailey                                                  | 2020. október 8.    | 2021. február 17.           |
| 38. | 38. | RFUNN Radio                                                   | Közrádió                     | Kyle Neswald és Ben Lucas                                                      | 2020. október 8.    | 2021. február 18.           |
| 39. | 39. | Where's Coach?"                                               | Edzőhiány                    | Tom Law és Sonja von Marensdorff                                               | 2020. október 8.    | 2021. február 19.           |
| 40. | 40. | One Night at Nevin's                                          | Egy éj Nevinéknél            | Hannah Ayoubi és Kevin Bailey                                                  | 2020. október 8.    | 2021. február 19.           |

### 2. évad (2021)
| #   | #   | Eredeti cím             | Magyar cím                | Író                                            | Eredeti premier | Magyar premier    |
| --- | --- | ----------------------- | ------------------------- | ---------------------------------------------- | --------------- | ----------------- |
| 41. | 1.  | Bird War                | Madár harc                | Geneva Hodgson és Jon Feria                    | 2021. június 3. | 2021. október 28. |
| 42. | 2.  | Bug Buds                | Bogarasok                 | Kyle Neswald és Ben Lucas                      | 2021. június 3. | 2021. október 25. |
| 43. | 3.  | Beefo the Kid           | Beefo, a kölyök           | Tom Law és Sonja von Marensdorff               | 2021. június 3. | 2021. október 25. |
| 44. | 4.  | Where the Truffalo Roam | A bölények hallgatnak     | Kevin Bailey, Geneva Hodgson és Taylor Carilli | 2021. június 3. | 2021. október 26. |
| 45. | 5.  | Seth the Frog           | Seth, a béka              | Kyle Neswald és Ben Lucas                      | 2021. június 3. | 2021. október 26. |
| 46. | 6.  | Home, Run!              | Futás hazulról            | Tom Law és Sonja von Marensdorff               | 2021. június 3. | 2021. október 27. |
| 47. | 7.  | The Scoop               | A címlapsztori            | Kevin Bailey és Taylor Carilli                 | 2021. június 3. | 2021. október 27. |
| 48. | 8.  | Flawless                | Hibátlan                  | Tom Law és Sonja von Marensdorff               | 2021. június 3. | 2021. október 29. |
| 49. | 9.  | Smarty Flower           | Az okosító virág          | Kyle Neswald és Ben Lucas                      | 2021. június 3. | 2021. október 28. |
| 50. | 10. | Campfire Creepies       | Rémségek a tábortűznél    | Kevin Bailey és Taylor Carilli                 | 2021. június 3. | 2021. október 29. |
| 51. | 11. | I Hear You              | Figyelek rád              | Aleks Sennwald és Jon Feria                    | 2021. június 3. | 2022. március 21. |
| 52. | 12. | Twinseparable           | Ikerelválasztás           | Geneva Hodgson és Ben Lucas                    | 2021. június 3. | 2022. március 21. |
| 53. | 13. | For Keeps               | Végtag Párbaj             | Sonja von Marensdorff és Jon Feria             | 2021. június 3. | 2022. március 22. |
| 54. | 14. | Tina Turnip             | Tinalábé                  | Kevin Baliey és Taylor Carilli                 | 2021. június 3. | 2022. március 22. |
| 55. | 15. | The Mayor's Apprentice  | A Polgármester tanítványa | Derek Evanick és Diana Lafyatis                | 2021. június 3. | 2022. március 23. |
| 56. | 16. | Gorbo Gets Flushed      | Gorbó végveszélyben       | Kevin Baliey és Taylor Carilli                 | 2021. június 3. | 2022. március 24. |
| 57. | 17. | Rattlesnake Jane        | Csörgőkígyó Jane          | Geneva Hodgson és Ben Lucas                    | 2021. június 3. | 2022. március 23. |
| 58. | 18. | Special Bloom           | A különleges virág        | Sonja von Marensdorff és Jon Feria             | 2021. június 3. | 2022. március 24. |
| 59. | 19. | Meteor Madness          | Meteor Mizéria            | Derek Evanick és Diana Lafyatis                | 2021. június 3. | 2022. március 25. |
| 60. | 20. | Camping with the Family | Kempingezik a család      | Sonja von Marensdorff és Jon Feria             | 2021. június 3. | 2022. március 25. |

### 3. évad (2021)
| #   | #   | Eredeti cím             | Magyar cím                | Író                                                                                      | Eredeti premier    | Magyar premier    |
| --- | --- | ----------------------- | ------------------------- | ---------------------------------------------------------------------------------------- | ------------------ | ----------------- |
| 61. | 1.  | Hugbear Hullabaloo      | Óriás Ölelmaci            | Geneva Hodgson, Fran Krause és Ben Lucas                                                 | 2021. december 16. | 2022. március 28. |
| 62. | 2.  | Shania's Place          | Shania otthona            | Kevin Bailey és Taylor Carilli                                                           | 2021. december 16. | 2022. március 28. |
| 63. | 3.  | Pam's Big Break         | Pam, a detektív           | Derek Evanick és Diana Lafyatis                                                          | 2021. december 16. | 2022. március 29. |
| 64. | 4.  | You've Got Whale        | Bálna gondok              | Geneva Hodgson és Ben Lucas                                                              | 2021. december 16. | 2022. március 29. |
| 65. | 5.  | Beefy Cruise            | Hajótúra                  | Sonja von Marensdorff és Jon Feria                                                       | 2021. december 16. | 2022. március 30. |
| 66. | 6.  | Billy Fungie            | Billy Gombi               | Derek Evanick és Diana Lafyatis                                                          | 2021. december 16. | 2022. március 31. |
| 67. | 7.  | Pascal's Big Fan        | Pascal rajongója          | Kevin Bailey és Taylor Carilli                                                           | 2021. december 16. | 2022. március 30. |
| 68. | 8.  | Sir Tree's Sick         | Főtörzs beteg             | Fran Krause és Ben Lucas                                                                 | 2021. december 16. | 2022. március 31. |
| 69. | 9.  | Virtual Boys            | Virtuális fiúk            | Sonja von Marensdorff és Jon Feria                                                       | 2021. december 16. | 2022. április 1.  |
| 70. | 10. | Too Many Grandpas       | Túl sok nagyapó           | Kevin Bailey és Taylor Carilli                                                           | 2021. december 16. | 2022. április 1.  |
| 71. | 11. | Messy Locker            | Szekrény szőrny           | Derek Evanick és Diana Lafyatis                                                          | 2021. december 16. | 2022. június 20.  |
| 72. | 12. | The Edge                | Kietlen világ             | Sonja von Marensdorff és Jon Feria                                                       | 2021. december 16. | 2022. június 21.  |
| 73. | 13. | Simple Beefy            | Egyszerű élet             | Kevin Bailey és Taylor Carilli                                                           | 2021. december 16. | 2022. június 21.  |
| 74. | 14. | Nancy and the Rodeo     | Nancy és a Rodeó          | Tyrell Soloman, Sonja von Marensdorff és Ben Lucas                                       | 2021. december 16. | 2022. június 20.  |
| 75. | 15. | Teacher Terry's Day Off | Terry tanárnő szabadnapja | Derek Evanick és Diana Lafyatis                                                          | 2021. december 16. | 2022. június 22.  |
| 76. | 16. | The Lord & the Layabout |                           | Derek Evanick és Diana Lafyatis                                                          | 2021. december 16. |                   |
| 77. | 17. | Mifflin's Replacement   |                           | Kevin Bailey és Taylor Carilli                                                           | 2021. december 16. |                   |
| 78. | 18. | Mission Shania          |                           | Sonja von Marensdorff és Jon Feria                                                       | 2021. december 16. |                   |
| 79. | 19. | Miner's Market          | Bányász piac              | Tyrell Soloman, Diana Lafyatis, Derek Evanick, Stephen P. Neary és Sonja von Marensdorff | 2021. december 16. | 2022. június 22.  |
| 80. | 20. | Lost Fungies            |                           | Stephen P. Neary                                                                         | 2021. december 16. |                   |

## Gyártás
A műsort eredetileg a Cartoon Network Nemzetközi Művészek Programjának részeként fejlesztették ki és 2019 júliusában elkezdték a gyártást. Az első évad premierje 2020. augusztus 20-án volt az HBO Max-on.